# 陳逸朗
陳逸朗（Chan Yat Long, Mike，1990年10月11日—），香港男子保齡球運動員。

## 簡歷
2012年，陳逸朗於大學畢業後轉為全職運動員。
2014年9月，陳逸朗代表中國香港參加南韓仁川舉行的亞運會保齡球比賽，與胡兆康、麥卓賢、曾德軒、甘兆麟和楊偉基合作贏得男子五人隊際賽銅牌。